# Schmutziger Fluß
Schmutziger Fluß (Originaltitel: 泥の河 Doro no kawa) ist ein japanisches Filmdrama von 1981 unter der Regie von Kōhei Oguri.

## Handlung
Im Sommer 1956 freunden sich zwei Jungen an, deren Eltern ihre Geschäfte an einer schlammigen Flussmündung in Osaka betreiben. Die „Geschäfte“ der beiden Familien sind in Wirklichkeit Restaurants und Prostitution. Als Nobuo, der Sohn des Gastwirts, während des Tenjin-Festes sein Taschengeld verliert, lädt ihn Kiichi, der Sohn der Prostituierten, zu sich nach Hause ein und erfährt die Wahrheit.

## Produktion
Wie Oguri bei Vorträgen und anderen Veranstaltungen erzählte, hatte der Präsident eines kleinen bis mittelgroßen Unternehmens, der ursprünglich ein Filmfan war, ein anderes Projekt in der Pipeline, das jedoch aufgrund der Umstände abgebrochen werden musste. Der aufbrausende Präsident besorgte sich jedoch schnell einen 35-mm-Film und bat Oguri, damit einen Film zu drehen, und so kam er auf die Idee, den Roman von Teru Miyamoto zu verfilmen, auf den er schon lange ein Auge geworfen hatte.
Die ursprüngliche Geschichte spielt am Fluss Tosabori in der Stadt Osaka, aber es gab keinen Drehort in Osaka, den sich Oguri vorstellen konnte, er suchte auch in Hiroshima und Tokio, konnte aber keinen finden, also wurde der Film am Nakagawa-Kanal in der Stadt Nagoya gedreht.
Da Mariko Kaga zu dieser Zeit beschäftigt war, wurde ein Boot zu den Toho Studios gebracht und alle Szenen mit Mariko Kaga wurden in sechs Stunden gedreht.
Die ursprünglichen Produktionskosten betrugen 35 Millionen Yen, aber das Budget wurde um 10 Millionen Yen überschritten und der Produzent Motoyasu Kimura musste sich Geld leihen, um die Differenz auszugleichen.

### Vertrieb
Da es sich um einen Schwarzweißfilm handelte, gab es zunächst niemanden, der ihn vertreiben wollte, und so wandte sich Oguri an Nobuhiko Obayashi, der ihn der Sogetsu-Halle vorstellte, mit der er seit seiner privaten Filmzeit eng befreundet war. Der Präsident von Toei, Shigeru Okada, der die Vorpremiere sah, weinte und sagte, dass es ein guter Film sei, und Toei Central Film, ein Tochterunternehmen von Toei, kaufte den Film für 60 Millionen Yen und veröffentlichte ihn landesweit über das Toei Pallas System.

## Auszeichnungen
- Kinema Junpo Best Ten
  - Den ersten Platz
  - Japanischer Filmregisseurpreis
  - Beste Nebendarstellerin: Mariko Kaga
- 1. Platz im Japan Movie Pen Club
- Mainichi-Filmwettbewerb
  - Preis für den besten Film/Preis für die beste Regie
  - Preis für den besten Schauspieler: Takahiro Tamura
- Blue Ribbon Award Best Work Award
- Japanese Academy Award für den besten Film und die beste Regie
- Ausgezeichneter Filmpreis der Agentur für kulturelle Angelegenheiten
- Silberpreis des Internationales Filmfestival Moskau
- Oscar-Nominierung für den Besten fremdsprachigen Film
- Newcomer-Ermutigungspreis der Japan Film Directors Association